# Ашубаев, Джекшен
Джекшен Ашубаев (1912, Маман, Семиреченская область — 1943, Ростов-на-Дону) — советский киргизский писатель, член Союза писателей СССР (с 1940 года).

## Краткая биография
Джекшен Ашубаев родился в 1912 году в селе Маман (ныне — Ак-Суйского района Иссык-Кульской области) в бедной крестьянской семье. С 1925 по 1931 года учился в сельскохозяйственном техникуме, после окончания которого работал председателем сельского Совета, в политотделах совхозов «Кочкорка» и «Оргочор».
С 1936 по 1937 год — секретарь Каракольского райкома комсомола, секретарь Киргизского обкома ЛКСМ. В 1937—1938 годах работал начальником республиканского Управления по делам искусств, затем, до 1941 года, — в аппарате Союза писателей Киргизии и в редакции республиканского журнала «Советтик адабият жана искусство».
Джекшен Ашубаев погиб на фронте в бою с фашистами в районе Ростова-на-Дону в 1943 году.

## Творчество
Литературная деятельность Ашубаева началась в 1939 году. В 1940 году вышла в свет его поэма «Добрые друзья», а в 1941 году — повесть «Глубокое течение». Кроме того, им был написан ряд пьес и рассказов, переведены на киргизский язык стихотворения Лермонтова.

### на киргизском языке
- Ашубаев Д. Кайырдуу достор : Поэма (Верные друзья). — Фрунзе: Кыргызмамбас, 1940. — 32 с.
- Ашубаев Д. Терен кечуу : Повесть (Глубокий брод). — Фрунзе: Кыргызмамбас, 1959. — 180 с.
- Ашубаев Д. Терен кечуу : Повесть (Глубокий брод). — Фрунзе: Кыргызстан, 1972. — 124 с.
- Ашубаев Д. Терен кечуу : Повесть (Глубокий брод). — Фрунзе: Кыргызстан, 1981. — 96 с.